# Dálnice ve Francii

Francouzská dopravní značka Dálnice

Dálnice ve Francii patří se svými 12 956 kilometry délky (stav 2010) k nejhustším dálničním sítím na světě. Dálnice jsou zde označovány písmenem A jako autoroute a číslem – např. (Autoroute 10 se značí A10). Po Spojených státech amerických a Číně má Francie třetí největší systém dálnic světa, po nich následují německé a italské dálnice.
Nejvyšší povolená rychlost na francouzských dálnicích je 130 km/h, ale pro řidiče s praxí do dvou let jen 110 km/h, tato nižší rychlost platí i pro všechny ostatní řidiče v dešti nebo za snížené viditelnosti. Ve Francii funguje mýtný systém pro všechna vozidla včetně motocyklů.
Mýtné se určuje podle počtu ujetých kilometrů a dle kategorie vozidla (celkem pět kategorií: motocykly a tříkolky, osobní automobily a tři další kategorie podle hmotnosti a délky vozidla). Dálnice přitom mají pod svou správou různé společnosti a výše mýtného na jednotlivých dálnicích se tak může i docela výrazně lišit. Samostatně zpoplatněny jsou také některé tunely a mosty (např. viadukt Millau).

## Organizace
První plány na výstavbu dálnic ve Francii vznikly již ve 20. letech 20. století, ale různé faktory včetně hospodářské krize ve 30. letech a obsazení Francie nacistickým Německem v roce 1940 způsobily, že na rozdíl třeba od Německa, první francouzská dálnice byla postavena až po druhé světové válce, v roce 1946. Poté následovalo několik desetiletí jejich intenzivní výstavby, takže k roku 2022 má Francie 142 dálnic.
Číslování dálnic ve Francii odpovídá přibližně následujícímu principu:
- jednomístná čísla označují dálnice protínající napříč velké části Francie (číslo 86 pak má okruh Paříže)
- dvoumístná čísla označují dálnice v různých regionech a sice takto:

Schéma francouzských dálnic (rok 2012)

  - Schéma francouzských dálnic (rok 2012)A 1 a vyšší: základní síť dálnic z Paříže do velkých francouzských a zahraničních měst.
  - A 21 a vyšší: severní Francie
  - A 30 a vyšší: severovýchodní Francie
  - A 40 a vyšší: region Rhône-Alpes
  - A 50 a vyšší: region Provence-Alpes-Côte d'Azur
  - A 60 a vyšší: jihozápadní Francie
  - A 70 a vyšší: střední Francie
  - A 80 a vyšší: západní Francie

## Seznam dálnic

### Nejvýznamnější dálnice A1 až A10

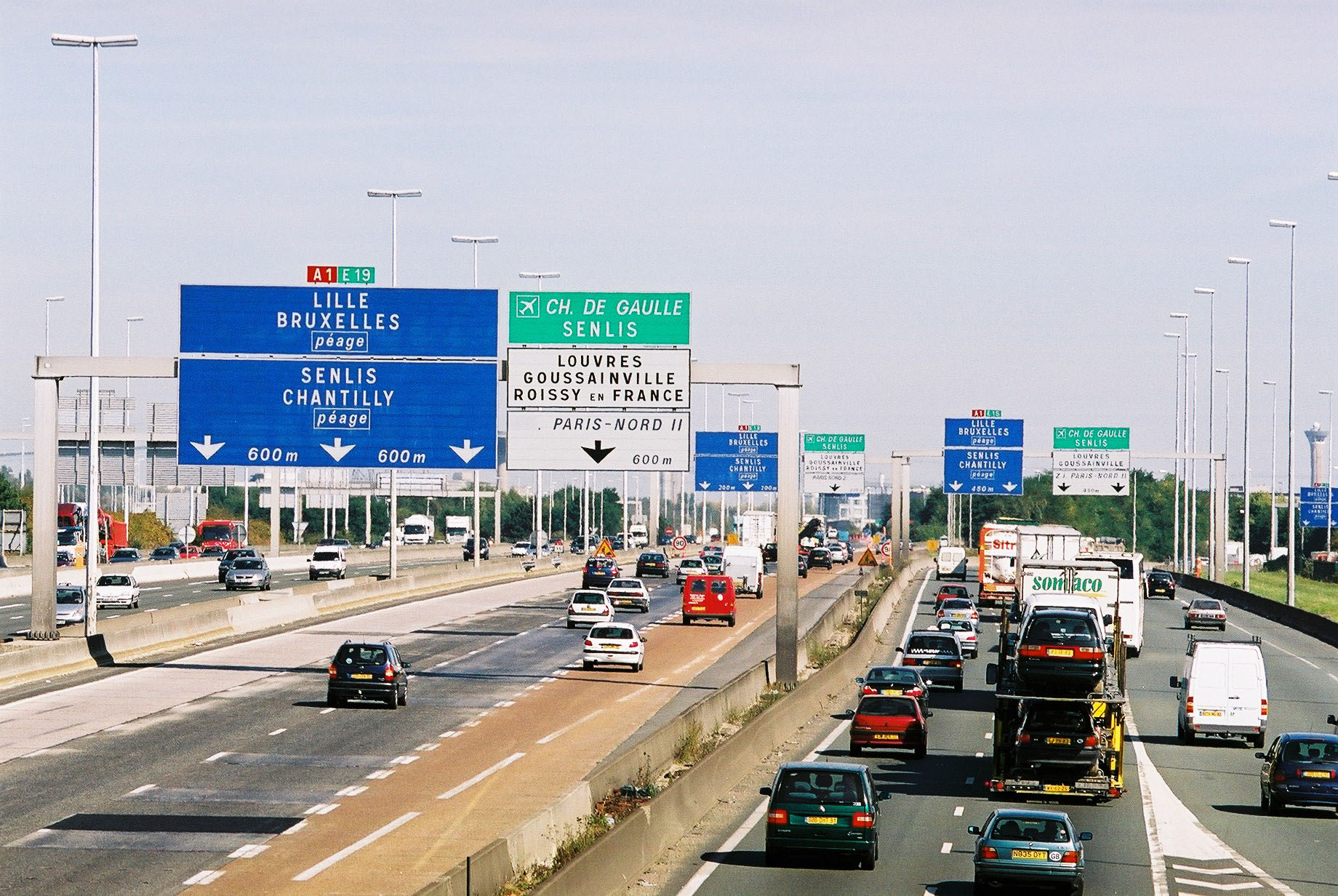
Francouzská dálnice A1

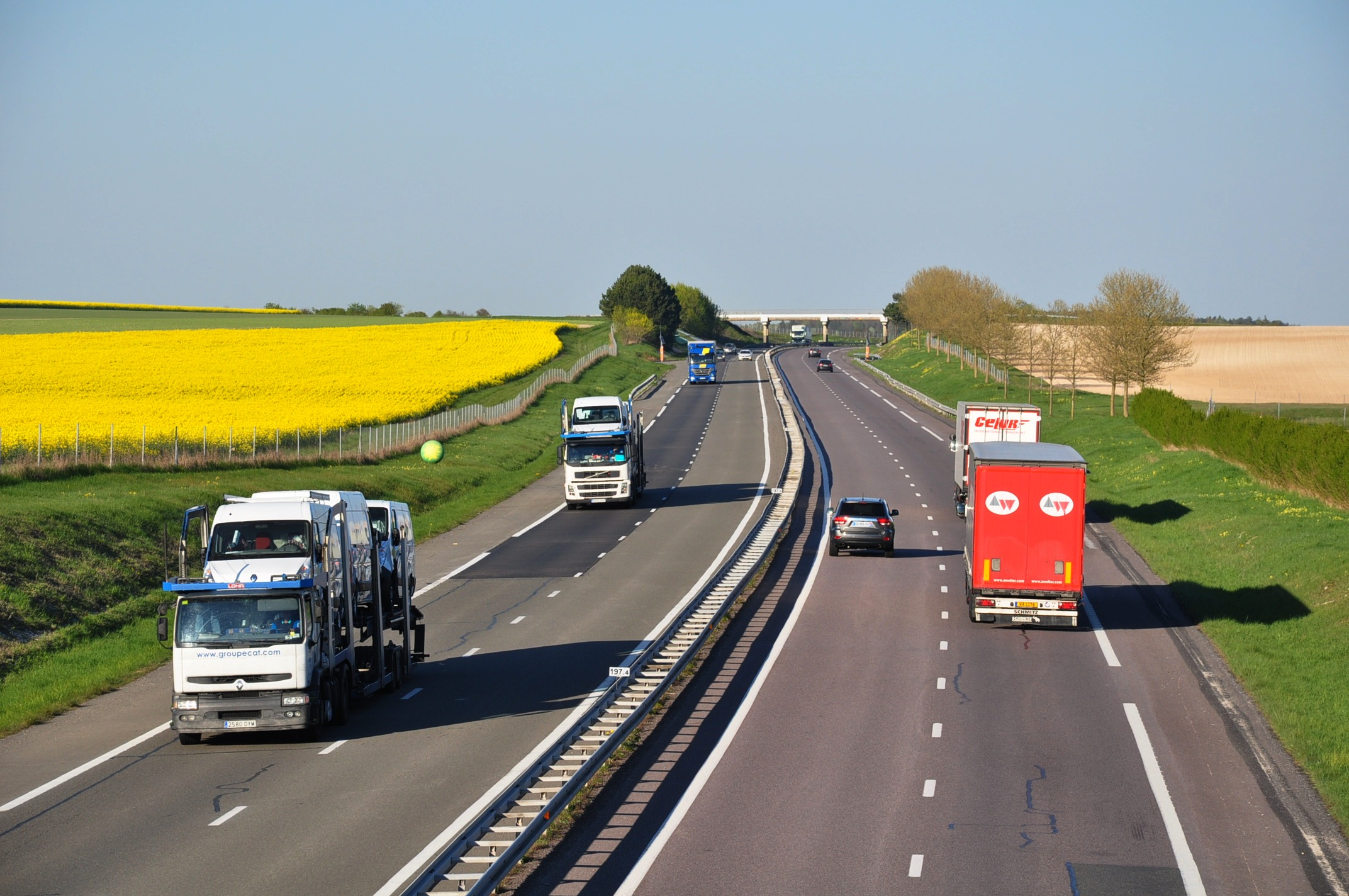
Dálnice A4

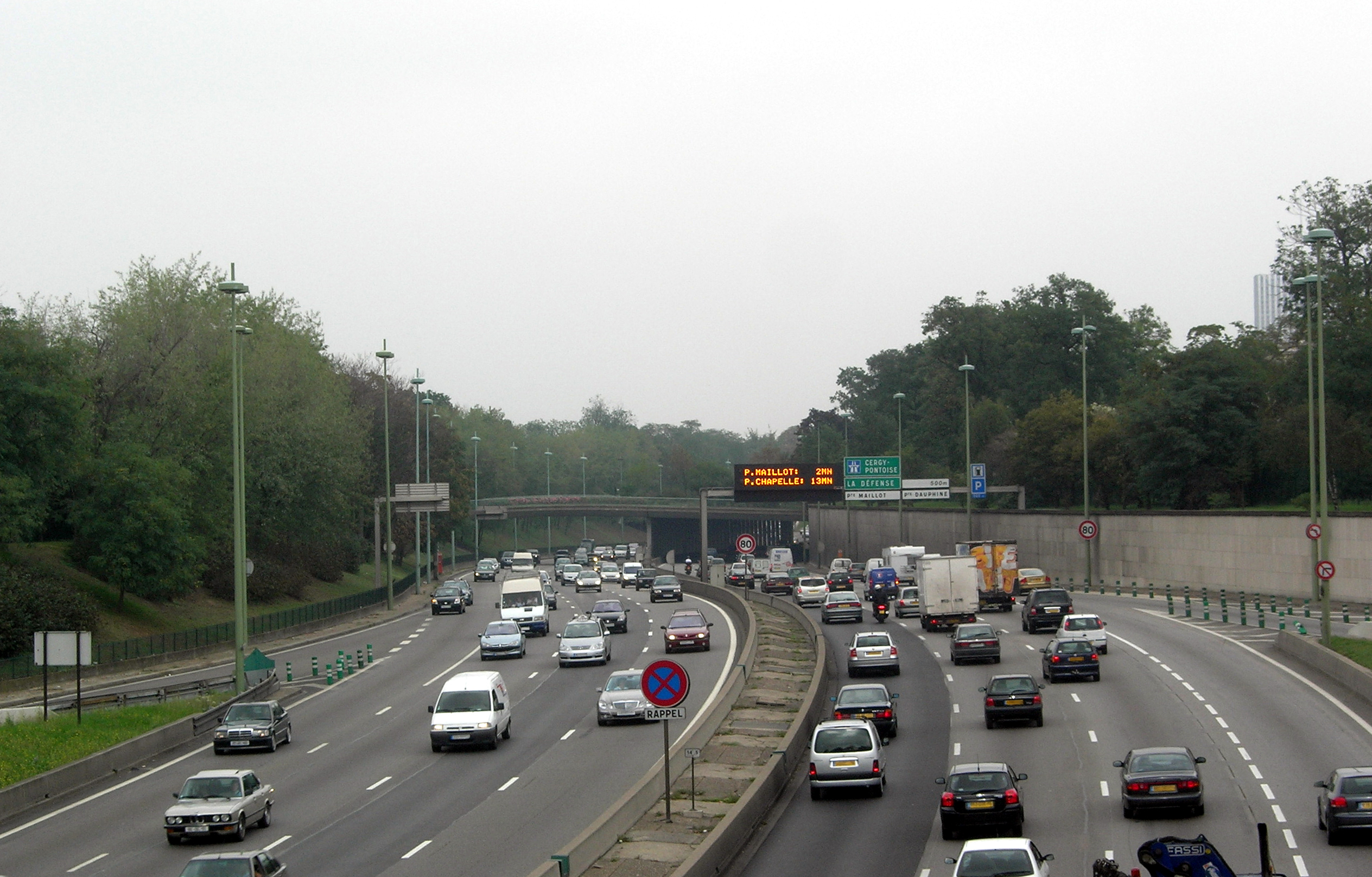
Périphérique Porte de la Muette

| Číslo                  | Mapa                | Trasa                                                                                               | Konečná délka (km) |
| ---------------------- | ------------------- | --------------------------------------------------------------------------------------------------- | ------------------ |
| Autoroute française 1  | Carte Autoroute A1  | Paříž – Lille (A25)                                                                                 | 211                |
| Autoroute française 2  | Carte Autoroute A2  | (A1) – Cambrai – Denain – Belgie (Dálnice A7)                                                       | 76                 |
| Autoroute française 3  | Carte Autoroute A3  | Pařížská spojka                                                                                     | 15                 |
| Autoroute française 4  | Carte Autoroute A4  | Paříž – Remeš – Mety – Forbach – Saverne – Štrasburk (A35)                                          | 482                |
| Autoroute française 5  | Carte Autoroute A5  | Paříž – Melun – Montereau-Fault-Yonne – Troyes – (A35)                                              | 238                |
| Autoroute française 6  | Carte Autoroute A6  | Paříž – Vitry-sur-Seine – Auxerre – Avallon – Beaune – Chauny – Chalon-sur-Saône – Mâcon – Lyon     | 445,5              |
| Autoroute française 7  | Autoroute A7 FR 2   | Lyon – Vienne – Valence – Montélimar – Orange – Avignon – Salon-de-Provence – Marignane – Marseille | 302,5              |
| Autoroute française 8  | Autoroute A8 FR     | (A7) – Aix-en-Provence – Fréjus – Cannes – Antibes – Nice – (Monako) – Menton                       | 224                |
| Autoroute française 9  | Autoroute A9 FR     | Orange – Nîmes – Montpellier – Béziers – Narbonne – Perpignan – Španělsko (AP-7)                    | 280                |
| Autoroute française 10 | Carte Autoroute A10 | Paříž – Orléans – Tours – Poitierst – Niort – Loulay – Saintes – Blaye – Bordeaux                   | 557                |

### Názvy vybraných dálnic
Ne všechny, ale řada dálnic má kromě oficiálního číselného značení též svůj název, některé názvy jsou používány běžně, jiné méně (některé dálnice mají i dva různé názvy).
- Dálnice A1 je autoroute du Nord (severní dálnice).
- Dálnice A4 je autoroute de l'Est (východní dálnice).
- Dálnice A6 a dálnice A7: obě tyto dálnice (A7 je pokračováním A6) bývají nazývány jako autoroutes du Soleil (dálnice Slunce), protože vedou ze severní Francie do slunných letovisek jižní Francie.
- Dálnice A8 nese název La provençale, protože prochází regionem Provence.
- Dálnice A9 se jmenuje La Languedocienne, protože vede přes historickou provincii Languedoc (část současného regionu Okcitánie. Dálnice bývá nazývána také La Catalane, protože směřuje do regionu Katalánsko ve Španělsku.
- Dálnice A10 (s 557 kilometry nejdelší dálnice ve Francii) se jmenuje L'Aquitaine, protože vede do Bordeaux, toto město je správním střediskem  regionu Nouvelle-Aquitaine.
- Dálnice A11 se jmenuje L'Oceane, protože vede k Atlantskému oceánu (přesněji do Nantes, asi 50 kilometrů od pobřeží).
- Dálnice A13 se jmenuje autoroute de Normandie, protože prochází regionem Normandie.
- Dálnice A16 se jmenuje L'Européenne (Evropská), protože spojuje Paříž s několika evropskými destinacemi, zejména s Belgií (končí u belgické hranice), ale také se  Spojeným královstvím, protože vede okolo měst Calais a Dunkerk.
- Dálnice A20 se jmenuje L'occitane, protože vede do historické oblasti Okcitánie na jihozápadě Francie.
- Dálnice A21 bývá nazývána rocade minière (doslova „hornická silnice“), protože prochází těžební pánví v Nord-Pas de Calais, což je největší důlní oblast ve Francii (od roku 2012 je na seznamu světového dědictví UNESCO).
- Dálnice A26 se jmenuje autoroute des Anglais (dálnice Angličanů), protože spojuje Calais (hlavní příjezdové místo ze Spojené království) a hned několik oblastí, které jsou předmětem zájmů Angličanů, např. oblast Champagne nebo několik míst nejslavnějších bitev britské armády v první světové válce a další lokality.
- Dálnice A35 se nazývá l'Alsacienne protože prochází pouze historickým regionem Alsasko. Bývá nazývána též autoroute des Cigognes (doslova „Dálnice čápů“), protože čápi jsou kulturním symbolem Alsaska.
- Dálnice A36 se nazývá la Comtoise podle historického regionu Franche-Comté.
- Dálnice A40 se jmenuje autoroute des Titans (dálnice Titánů), vede složitým horských terénem s řadou mostů a tunelů, často unikátních. Též autoroute blanche tedy „bílá dálnice“ (někdy se tak označuje jen východní část do oblasti nedaleko hory Mont Blanc). Výklad je dvojí: „bílá“ je proto, že dálnice a okolní krajina je často zasněžená (100 dní v roce zde jsou teploty pod nulou) nebo proto, že spojuje francouzská zimní střediska.[2]
- Dálnice A61 a A62 se jmenují autoroute des deux mers (dálnice dvou moří), protože spojují Atlantický oceán a Středozemní moře z Bordeaux přes Toulouse do Narbonne.
- A68 se nazývá autoroute du Pastel, protože vede do Albi a do Lauragais (oblast na jihozápadě Francie), kde se pěstoval vlčí bob k výrobě pastelu.
- A71 se nazývá L'Arverne.
- A75 se nazývá La Méridienne (meridiánové nebo také poledníková dálnice).
- A77 se nazývá Autoroute de l'Arbre.
- A84 se nazývá Autoroute des Estuaires. Je součástí hlavní trasy mezi Belgií a Španělskem a vyhýbá se Paříži.
- A104 (jeden z více pařížských dálničních obchvatů) je známá jako La Francilienne, protože obkružuje region Ile-de-France.

## Dálniční předpisy a bezpečnost

Rychlostní limity ve Francii

### Dálniční předpisy
Francie má mnoho předpisů pro bezpečnou jízdu na dálnicích, což je možná důvod, proč úmrtnost na francouzských silnicích a dálnicích meziročně klesá.

#### Rychlostní limity
Na silnicích klasifikovaných jako dálnice je nutné dodržovat rychlostní limity a to v několika kategoriích:
- Za normální viditelnosti a s praxí delší než 2 roky: 130 km/h
- V dešti, za snížené viditelnosti a s praxí kratší než 2 roky: 110 km/h
- Pro autobusy: 100 km/h
- V mlze, za extrémně snížené viditelnosti: 50 km/h

#### Vozidlo
Každé vozidlo musí být vybaveno reflexní vestou a výstražným trojúhelníkem. Doporučena je jízda se zapnutými světly i ve dne, nicméně povinná není. Stejně tak není povinné přezouvání pneumatik. 

### Bezpečnost

FM Rádio

Francouzské dálnice jsou stavěny podle mnoha aspektů, které pomáhají zvyšovat bezpečnost v provozu. Mezi ně patří např.:                         
- Jízdní pruhy v každém směru jsou odděleny betonovou bariérou, která by měla odolat nárazu automobilu až v rychlosti 180 km/h. Na dálnicích se nesmí vyskytovat jednoúrovňové křižovatky.
- V každém směru se musí nacházet nejméně 2 jízdní pruhy (často se však vyskytují 3-proudové silnice).
- Dlouhé odbočovací pruhy a nájezdy, které řidičům umožňují sjet z dálnice (nebo na ni najet) bez narušení provozu.
- Přítomnost nouzového pruhu, kde je možné v nouzových situacích zaparkovat a popřípadě zavolat pomoc pomocí SOS skříněk, které se nacházejí každé 2 km. V tomto pruhu je zakázáno jezdit.
- Přítomnost odpočinkových zón každých 10 – 40 km. Odpočinkové zóny nabízí parkoviště a různé služby, např. veřejné WC, čerpací stanici či restauraci.
- Bezpečnostní služby, které pomáhají řidičům v situacích jako je např. píchlá pneumatika nebo zajistí odtah vozidla při poruše.
- Dynamické elektronické informační panely, které upozorňují na komplikace v dopravě (např. dopravní nehody, kolony nebo práce na silnici)
- FM rozhlasová stanice (107,7 MHz), která každých 15 minut informuje o dopravě ve francouzském i anglickém jazyce.
- Radary měřící rychlost, nainstalované na mnoha místech na rychlostních komunikacích.